# Bárion omega

Traço em uma câmara de bolha do primeiro bárion Ω observado no Brookhaven National Laboratory.

Os bárions omega são uma família de hádrons subatômicos que têm carga elétrica elementar +2, +1 ou -1, ou são partículas neutras. Eles têm como símbolo 
Ω
 (ômega).
Eles são bárions que não contêm os tradicionais quark down e quark up.  Bárions omega contendo um quark top não são previstos pelo modelo padrão pois ele prediz que a vida média de um quark top é de menos de 5 x 10-25s, o que é um tempo 20 vezes menor que o necessário para que a interação forte se manifeste formando os hádrons, portanto seria impossível criar um hádron com o quark top.
O primeiro bárion omega a ser descoberto foi o 
Ω−
,feito de três strange quarks, em 1964. A descoberta foi um grande triunfo no estudo dos processos envolvendo quarks, mesmo antes de serem descobertos, massas e produtos de decaimento foram previstos pelo físico estadunidense Murray Gell-Mann em 1962 e também independentemente por Yuval Ne'eman.Além do 
Ω−
, uma partícula omega foi descoberta(
Ω0
c), o seu único diferencial foi a existência de um quark charme substituindo um quark strange. A partícula 
Ω−
 decai apenas por via interação fraca e têm portanto, um relativo tempo de vida longo. Os valores de spin (J) e paridade (P) para bárions omega não observados em nenhum experimento são previstos pelo modelo de quark.
Todos os bárions omega não têm nenhum quark down ou quark up e suas composições, logo todos têm isospin igual a 0.

## Lista
| Partícula                   | Símbolos | Quarks constituintes | Massa em repouso MeV/c2 | JP   | Q  | S  | C  | B' | Vida média s      | Decai para                    |
| --------------------------- | -------- | -------------------- | ----------------------- | ---- | -- | -- | -- | -- | ----------------- | ----------------------------- |
| Omega                       | Ω−       | s                    | 1672.45±0.29            | 3⁄2+ | −1 | −3 | 0  | 0  | (8.21±0.11)×10−11 | Λ0 + K− ou Ξ0 + π− ou Ξ− + π0 |
| Charmed Omega               | Ω0 c     | s c                  | 2697.5±2.6              | 1⁄2+ | 0  | −2 | +1 | 0  | (6.9±1.2)×10−14   | See Ω0 c Decay Modes          |
| Bottom Omega                | Ω− b     | s b                  | 6054.4±6.8              | 1⁄2+ | −1 | −2 | 0  | −1 | (1.13±0.53)×10−12 | Ω− + J/ψ (visto)              |
| Duplo charmed Omega†        | Ω+ cc    | s c                  |                         | 1⁄2+ | +1 | −1 | +2 | 0  |                   |                               |
| Charmed bottom Omega†       | Ω0 cb    | s c b                |                         | 1⁄2+ | 0  | −1 | −1 | −1 |                   |                               |
| Duplo bottom Omega†         | Ω− bb    | s b                  |                         | 1⁄2+ | −1 | −1 | 0  | −2 |                   |                               |
| Triplo charmed Omega†       | Ω++ ccc  | c                    |                         | 3⁄2+ | +2 | 0  | +3 | 0  |                   |                               |
| Duplo charmed bottom Omega† | Ω+ ccb   | c b                  |                         | 1⁄2+ | +1 | 0  | +2 | −1 |                   |                               |
| Charmed duplo bottom Omega† | Ω0 cbb   | c b                  |                         | 1⁄2+ | 0  | 0  | +1 | −2 |                   |                               |
| Triplo bottom Omega†        | Ω− bbb   | b                    |                         | 3⁄2+ | −1 | 0  | 0  | −3 |                   |                               |

† partícula ainda não observada experimentalmente.

## Descobertas recentes
A partícula 
Ω−
b têm uma dupla carga estranha por conter um quark estranho e um quark bottom. A descoberta dessa partícula foi primeiramente clamada em setembro de 2008 por físicos trabalhando no experimento DØ no Tevatron, uma parte do Fermi National Accelerator Laboratory. Contudo, a massa reportada, 6165±16 MeV/c2,foi significantemente maior que a prevista pelo modelo quark. A aparente discrepância do modelo padrão foi apelidade de " quebra-cabeça 
Ω
b". Em maio de 2009 a colaboração do Detector de colisões do Fermilab fez pública as pesquisas sobre a partícula 
Ω−
bbaseada na análise que demorou quatro vezes mais que a do DØ. O detector de colisões do Fermilabmediu a massa como sendo 6054.4±6.8 MeV/c2 em excelente acordo com o que foi previsto pelo modelo padrão. Nenhum sinal do valor reportado pelo DØ foi observado. Os dois resultados diferem por 111±18 MeV/c2, o que são cerca 6.2 desviações padrões e portanto são inconsistentes. Um excelente acordo entre a massa medida pelo CDF e as expectativas teóricas é que a partícula de fato descoberta pelo CDF foi a partícula 
Ω−
b.